# Benjamin Williams Crowninshield
Pour les articles homonymes, voir Crowninshield.
Benjamin Williams Crowninshield, né le 27 décembre 1772 à Salem (Massachusetts) et mort le 3 février 1851 à Boston (Massachusetts), est un homme politique américain, secrétaire à la Marine entre 1815 et 1818, sous la présidence de James Madison puis représentant du Massachusetts entre 1823 et 1831.